# Пирокластични ток
Пирокластични ток је брзи ток топлог гаса и стене (око 1000 степени), који може достићи брзину и већу од 700 km/h. Овај ток се обично креће низ падину или се шири латерално, под дејством гравитације. Његова брзина зависи од густине тока, брзине избацивања пирокластичног материјала из вулкана и градијента падине. Могу бити иницирани колапсом вулканске куполе, колапсом криптодоме (код субплинијских ерупција), колапсом еруптивног стуба и тренутним колапсом без формирања еруптивног стуба (код плинијских ерупција).
Наслаге пирокластичних токова могу бити веома различите по питању величине честица, густине и брзине самог тока. Дебљина наслага је зависна од палеорељефа, па ће тако у долинама дебљина бити већа, а на падинама мања. Наслага пирокластичних токова су несортиране, без или са слабом стратификацијом. Јавља се нормална или реверсна груба градација.